# Ејншент Оукс (Пенсилванија)
Ејншент Оукс (енгл. Ancient Oaks) насељено је место без административног статуса у америчкој савезној држави Пенсилванија.

## Демографија
По попису из 2010. године број становника је 6.661, што је 3.5 (110,7%) становника више него 2000. године.
| Група             | 2000.         | 2010.         |
| Белци             | 2.989 (94,6%) | 5.535 (83,1%) |
| Афроамериканци    | 22 (0,7%)     | 175 (2,6%)    |
| Азијати           | 84 (2,7%)     | 541 (8,1%)    |
| Хиспаноамериканци | 52 (1,6%)     | 319 (4,8%)    |
| Укупно            | 3.161         | 6.661         |